# Meteor (web framework)
Metor, o MeteorJS, en ciències de la computació, és un entorn de treball per a aplicacions web de codi obert basat en JavaScript dissenyat amb la tecnologia Node.js.

## Característiques
- Basat en JavaScript isomòrfic (funciona d'igual manera des del servidor que des del client).
- Permet de crear protopus ràpids i en totes les plataformes (cross-platform:Android, iOS, Web).
- Meteor s'integra amb MongoDB i empra Distributed Data Protocol.

## Història
- Desembre 2011 primera versió amb el nom Skybreak.

- Octubre 2014, Meteor Development Group adquireix FathomDB, amb l'objectiu d'augmentar el suport a base de dades.

- Octubre 2015, Meteor Development Group anununcia Galaxy, una plataforma al núvol per a manegar i operar les aplicaciopns Meteor.